# 张天恕
张天恕（1913年—1985年），男，湖北黄安人，中华人民共和国军事人物，中国人民解放军开国大校，中国人民解放军少将，曾任辽宁省军区副司令员，旅大警备区副司令员，第五届全国人大代表。